# Arzl im Pitztal
Arzl im Pitztal is een gemeente in het district Imst van de Oostenrijkse deelstaat Tirol.
Arzl is gelegen aan het begin van het Pitztal en de gemeente wordt doorsneden door de rivier Pitzbach, die een diepe gleuf door het hier aanwezige kalksteen heeft geslepen. Tot de gemeente behoren de hoofdkern Arzl, gelegen aan de Pitztaler hoofdweg, en de dorpskern Wald. Verder zijn er verscheidene uit elkaar gelegen woonkernen, te weten Osterstein, treinstation Imst-Pitztal, Timmls, Hochasten, Blons, Ried, Plattenrain en Leins, op een hoogte van 717 m (Imst-Pitztal) tot 1500 m (Plattenrain) boven zeeniveau. De naam Arzl is vermoedelijk afgeleid van de Romeinse naam Arcella, afkomstig van het Latijnse arcellus, wat kleine brug betekent. Het gebied is goed beschermd tegen de wind en er valt relatief weinig neerslag, waardoor er dezelfde voedingsgewassen kunnen worden verbouwd als in het lagergelegen Inndal.

## Geschiedenis
In 1966 werden in Arzl de overblijfselen gevonden van nederzettingen uit de vroegste geschiedenis, met daaronder resten uit de bronstijd en de Romeinse tijd. In de tijd van de Romeinen stond er waarschijnlijk een wachttoren, van waaruit zich gedurende de Middeleeuwen een burchtencomplex ontwikkeld zou hebben. In de Middeleeuwen woonden in Arzl naast wereldlijke en geestelijke boerderijeigenaren ook enkele vrije boeren. De bevolking van Arzl leed onder een groot aantal van de in de 18e, 19e en 20e eeuw gevoerde oorlogen. In de Eerste Wereldoorlog werd een belangrijke wegverbinding van het Inndal naar Arzl voltooid. In de Tweede Wereldoorlog gaf de lokale bevolking steun aan de verschillende verzetsbewegingen.
Het dorpsdeel Wald werd in 1070 voor het eerst gedocumenteerd, onder de naam Walda. Het werd meerdere malen door allesvernietigende branden geteisterd.

## Bouwkunst

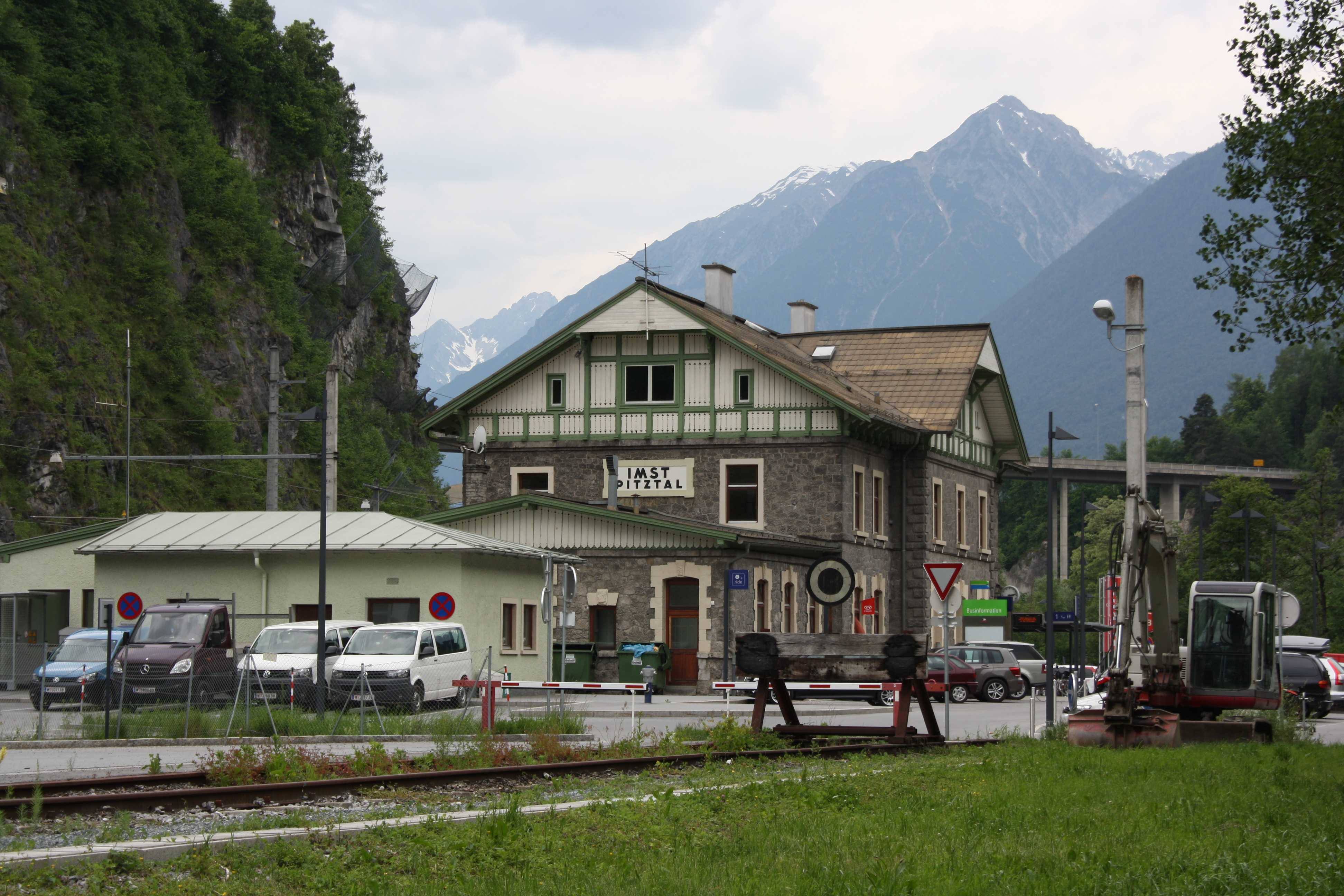
Treinstation Imst-Pitztal

De parochiekerk van Arzl voor de Heiligen Ingeniun en Albuin staat aan de westelijke dorpsrand verhoogd op een helling. De oorspronkelijk laatgotische kerk werd halverwege de 18e eeuw vergroot en verbouwd in Barokke bouwstijl. In 1875 werd de kerk uiteindelijk in neoromaanse stijl veranderd.
De bijkerk in Wald werd na verschillende branden in 1911 en 1912 in nieuwgotische stijl opgebouwd. Ook in de rest van de gemeente Arzl staan nog diverse kapellen.
De bereikbaarheid voor het verkeer vanuit het Inndal werd verbeterd na opening van de Pitztalbrug in 1983. Deze brug ligt ten westen van het treinstation Imst-Pitztal aan de Arlbergspoorlijn, waar hij het hier nauwe Inndal overspant op een hoogte van 50 m en met een lengte van 221 m. De Pitztalstraße (L16) sluit aan op de Tiroler Straße (B171), die door het Inndal loopt.
Een bezienswaardigheid is de Benni-Raich-brücke (ook: Pitzbachklammbrücke) tussen Arzl en Wald, de hoogste voetgangershangbrug van Europa, die de kloof Pitztalklamm op 94 m hoogte en met een lengte van 138 m overspant. De brug werd gebouwd voor de afvoer van rioolwater van de oostelijke dorpskernen van de gemeente.